# S.S Sneha
S.S Sneha (* 27. März 1998) ist eine indische Leichtathletin, die sich auf den Sprint spezialisiert hat.

## Sportliche Laufbahn
Erste internationale Erfahrungen sammelte S.S Sneha im Jahr 2025, als sie bei den Asienmeisterschaften in Gumi mit der indischen 4-mal-100-Meter-Staffel in 43,86 s gemeinsam mit Srabani Nanda, Abinaya Rajarajan und Nithya Gandhe die Silbermedaille hinter dem chinesischen Team gewann.
2024 wurde Sneha indische Meisterin im 100-Meter-Lauf sowie 2022 in der 4-mal-100-Meter-Staffel.

## Persönliche Bestzeiten
- 100 Meter: 11,42 s (−0,2 m/s), 12. Oktober 2023 in Bengaluru